# Hans-Hermann Hofstadt
Hans-Hermann Hofstadt (* 20. Oktober 1940 in Mülheim an der Ruhr) ist ein deutscher Architekt, Szenograf und Hochschullehrer.

## Leben und Werdegang
Hofstadt studierte 1960 Kunstgeschichte an der Rheinischen Friedrich-Wilhelms-Universität Bonn und anschließend Architektur an der RWTH Aachen. 1964/1965 nahm er in Oberägypten an der UNESCO-Rettungsaktion für die Felsentempel von Abu Simbel teil. Nach der Diplom-Hauptprüfung bei Fritz Eller arbeitete er ab 1967 bei Rudolf Steinbach und Horst Kohl als Wissenschaftlicher Mitarbeiter bzw. Oberingenieur am Lehrstuhl Baukonstruktion II der RWTH Aachen sowie in deren Büro – zuletzt unter dem Lehrstuhlinhaber Wolfgang Döring. 1974 promovierte er bei Erich Schild. Seine Arbeits- und Forschungsschwerpunkte waren Architekturfiktionen der 1960er/1970er Jahre sowie Experimental-Konstruktionen. Des Weiteren forschte er zur Problematik der Einführung moderner multimedialer Darstellungs- und Vermittlungstechniken in der Lehre wie in der Planungspraxis. Von 1974 bis 1980 leitete er die Redaktion der Zeitschrift PORÖS – Arbeitsblätter des Lehrstuhls Baukonstruktion II der RWTH Aachen. 1978 erfolgte die Gründung der Hofstadt Multimedia GmbH & Co. KG als Büro für Architektur und Ausstellungsplanung. 1980 zog er mitsamt seinem Büro nach Düsseldorf um und ging eine Architekten-Partnerschaft mit Wolfgang Döring ein. 1982 gründete er dort sein eigenes Architekturbüro. Im gleichen Jahr wurde er zum Professor für Grundlagen der Baukonstruktion und Entwerfen an die damalige Fachhochschule Trier – heute Hochschule Trier / Trier University of Applied Sciences – berufen, wo er 2005 in den Ruhestand trat. 
Schon 1991 tat er sich mit Markus Schneider zur Bürogemeinschaft Hofstadt–Schneider Architekten und Ingenieure zusammen, Schwerpunkte waren Wohnungs- und Verwaltungsbau sowie das Bauen im historischen Bestand. Parallel dazu arbeitete seine Hofstadt Multimedia GmbH & Co. Consult KG auf architektur-medialem Gebiet weiter. Seit 1998 trägt sein Büro den Namen sceneA’tecture. Basierend auf der Kooperation mit externen Spezialisten setzt er seine vielschichtige architektonisch-szenografische Arbeit fort. Das Büroprofil lässt sich als Synthese von Architektur und künstlerisch-medialer Inszenierung beschreiben – in musealem Kontext wie auch im öffentlichen Raum.

## Projekte
- 1992: Aquarius-Wassermuseum in Mülheim an der Ruhr, Leuchtturmprojekt der IBA Emscher Park, Auszeichnung mit dem BDA-Preis „IBA begleiten“
- 1992: Haus Ruhrnatur in Mülheim an der Ruhr, szenotektonische Ausstellungsplanung und -ausführung[3]
- 2002: Zeittunnel Wülfrath, Freiluftmuseum mit drei Aussichtskanzeln im Bochumer Bruch und Steinbruch Schlupkothen, szenotektonisches Gesamtkonzept und Realisierung; Leuchtturmprojekt der EUROGA 2002+, Wülfrath[4][5]
- 2006: Camera Obscura – Museum der Vorgeschichte des Films[6]
- 2007: Müritzeum mit der Naturkundlichen Sammlung Mecklenburg-Vorpommern in Waren (Müritz), szenotektonische Konzeption und Ausstellungsplanung mit Kessler & Co. GmbH (Mülheim an der Ruhr)[7]
- 2010: Barnim Panorama in Wandlitz, Konzeption und Ausstellungsplanung mit Kessler & Co. GmbH[8]
- 2015: Naturausstellung „Der letzte Wilde“ in der Burgenwelt Ehrenberg in Reutte (Tirol), Konzeption und Ausstellungsplanung mit Kessler & Co. GmbH[9][10]
- 2020: Schutzbau für die Römische Eifelwasserleitung am Aquarius-Wassermuseum in Mülheim an der Ruhr[11]
- 2024: Erlebnispfad Schloss Broich, Brücke, Plattform und Schutzgeländer in der spätkarolingischen Wehranlage von Schloss Broich in Mülheim an der Ruhr[12]

## Schriften und Literatur
- (mit Wolfgang Döring): Entwerfen + Bauen. (= Lehrbuchreihe Architektur) W. Kohlhammer, Stuttgart 1981, ISBN 3-17-007067-3.
- ACIH Association pour la Consultation Internationale pour l’Aménagement du Quartier des Halles a Paris (Hrsg.): 600 Contreprojets pour les Halles. S. 290.
- (mit Christoph Ingenhoven und Michael Wagner): Aix-la-Chapelle, R.F.A. Éditions du Moniteur, Paris 1982, ISBN 2-86282-146-2.
- Aquarius Wassermuseum Mülheim an der Ruhr, Germania. In: Luca Basso Peressut: Musei per la Scienza / Science Museums. Edizioni Lybra Immagine, Milano 1998, ISBN 88-8223-033-3, S. 192–196.
- Architektur Gewerbebereich – Betriebsverwaltung Rheinisch-Westfälische Wasserwerke. In: Kunibert Wachten (Hrsg.): Wandel ohne Wachstum? / Change Without Growth? Friedrich Vieweg & Sohn, Braunschweig / Wiesbaden 1996, ISBN 3-528-08140-6, S. 82.
- Mülheim an der Ruhr. Das Wassermuseum im Wasserturm. In: Thomas Wieckhorst: Wassertürme neu genutzt. Meininger Verlag, Neustadt an der Weinstraße 1996, ISBN 3-87524-112-6, S. 10–15.
- (mit J. Schmitz und Ä. Strack): Die Schlossrettung. Das bewegte Leben des Schlosses Broich zu Mülheim an der Ruhr. Eine Zeitreise. ISBN 978-3-00-077677-9.[13]